# Telogalla
Telogalla — рід грибів родини Verrucariaceae. Назва вперше опублікована 2000 року.

## Класифікація
До роду Telogalla відносять 4 види:
- Telogalla cajasense
- Telogalla cajasensis
- Telogalla olivieri
- Telogalla physciicola